# Solveig Sivertzén
Solveig Sivertzén, född 20 januari 1913 i Stockholm, död 11 januari 2000 i Trondheim, Norge, var en svensk-norsk målare.
Hon var dotter till John Sivertzén och Tilly Stålbrand samt brorsdotter till Oscar Sivertzen. Redan som barn flyttade hon till Norge där hon växte upp i Trondheim. Hon studerade konst för sin farbror och Harald Krohg Stabell i Trondheim samt för Willem Dooyewaard i Nederländerna samt vid en privat målarskola i Chesterfield i England och under studieresor till Spanien och Paris. Dessutom studerade hon under fyra år skyltmåleri för sin far. Vid sidan av sitt stafflimåleri drev hon en skyltmålarverkstad i Oslo. Separat ställde hon ut i Oslo, Bergen, Ålesund, Narvik, Karlstad, Hudiksvall och Palma de Mallorca. Hon medverkade i utställningar på Charlottenborg och ett flertal samlingsutställningar i England. Hennes konst består av landskap, porträtt och stilleben i en förenklad naturalistisk stil.